# Franziskanerkloster Reutte

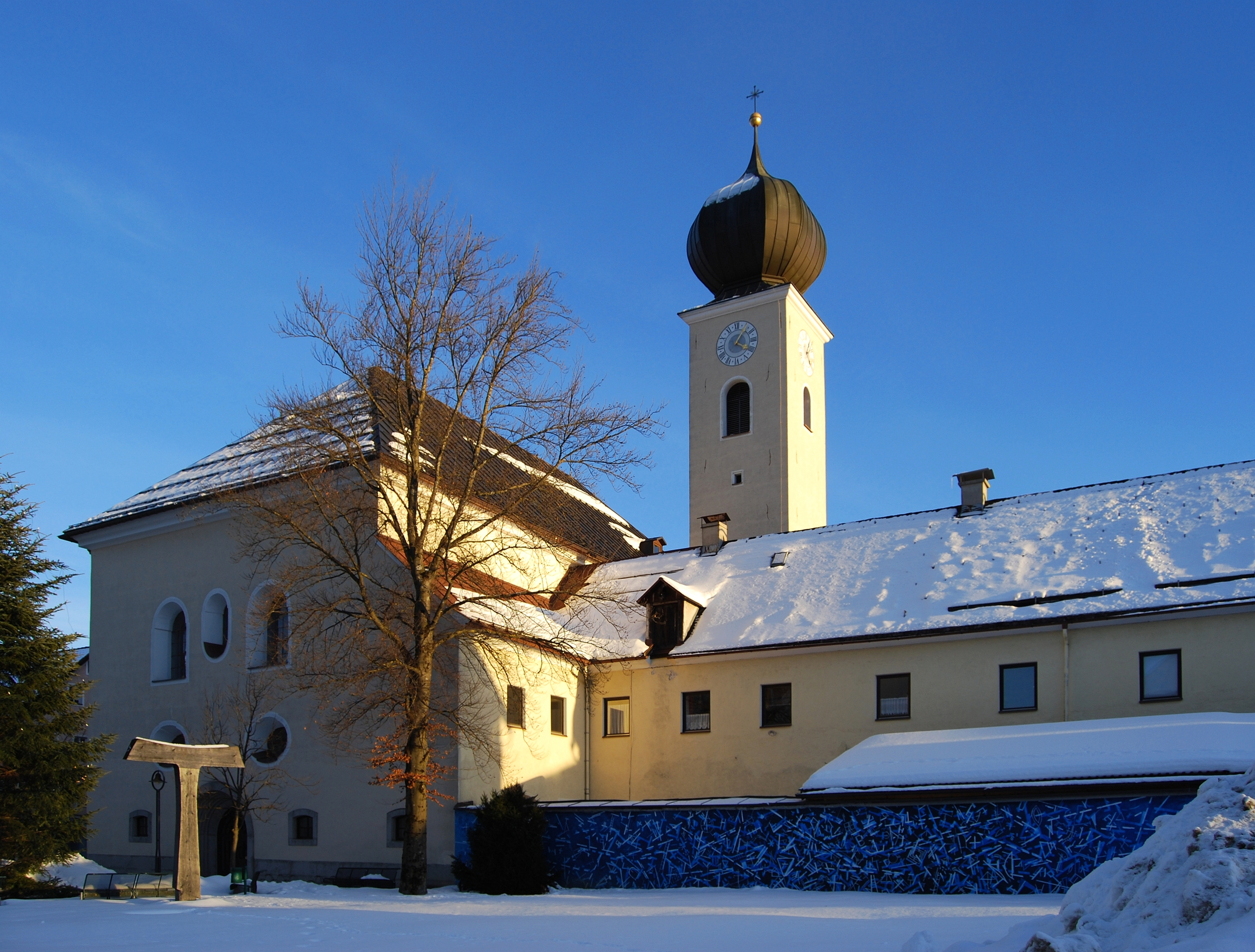
Franziskanerkirche hl. Anna und Kloster (2011)

Das Franziskanerkloster Reutte war ein Kloster der Franziskaner in der Marktgemeinde Reutte im Bezirk Reutte in Tirol. Es bestand von 1628 bis 2014. Die unter dem Patrozinium der heiligen Anna stehende heutige Pfarrvikariatskirche war die Klosterkirche dieses Klosters. Sie gehört zum Dekanat Breitenwang in der Diözese Innsbruck und steht im baulichen Verband mit dem ehemaligen Kloster unter Denkmalschutz.

## Geschichte
Eine erste Kapelle mit dem Patrozinium der heiligen Anna existierte in Reutte bereits vor 1400. Der heutige Kirchenbau entstand im Jahr 1500. Am 15. März 1628 fand in Anwesenheit des Stifters Erzherzog  Leopold V. und seiner Gemahlin Claudia von Medici die Grundsteinlegung für das Franziskanerkloster in Reutte statt. Die Franziskaner der Tiroler Franziskanerprovinz erhielten die angrenzende Kirche für ihre Seelsorgsarbeit. Nach zweijähriger Bauzeit wurde das Kloster im Jahre 1630 vollendet. Bereits im Juli 1632, während des Dreißigjährigen Krieges, beschädigten und plünderten schwedische Soldaten das Kloster und die Kirche.
In den Jahren 1703 und 1846 brannte der Klosterkomplex ab, wurde jedoch mit der finanziellen Hilfe der Reuttener Bevölkerung jeweils wieder aufgebaut. Im 18. Jahrhundert betrieb das Kloster für den Nachwuchs der Tiroler Franziskanerprovinz eine Theologische Hauslehranstalt. Von 1775 bis 1782 waren die Franziskaner unter anderem auch als Militärseelsorger auf der Burg Ehrenberg tätig. Von 1820 bis 1861 war Reutte Noviziatskloster.
Auf Grund des starken Bevölkerungswachstums von Reutte wurde 1945 eine eigene Pfarre an der Klosterkirche installiert. Um einen Ort für pfarrliche Zusammenkünfte zu schaffen, baute man von 1959 bis 1961 das „Paulusheim“. Von 1961 bis 1967 wurde die Kirche schrittweise renoviert und umgestaltet, 1976 der Glockenstuhl erneuert. Von 1977 bis ins Jahr 2000 beherbergte das Kloster wieder das Noviziat der Tiroler Ordensprovinz. Mit 1. September 2014 wurde das Kloster, in dem zuletzt noch drei Patres und ein Laienbruder lebten, wegen Personalmangels von der Ordensprovinz geschlossen.

## Annakirche

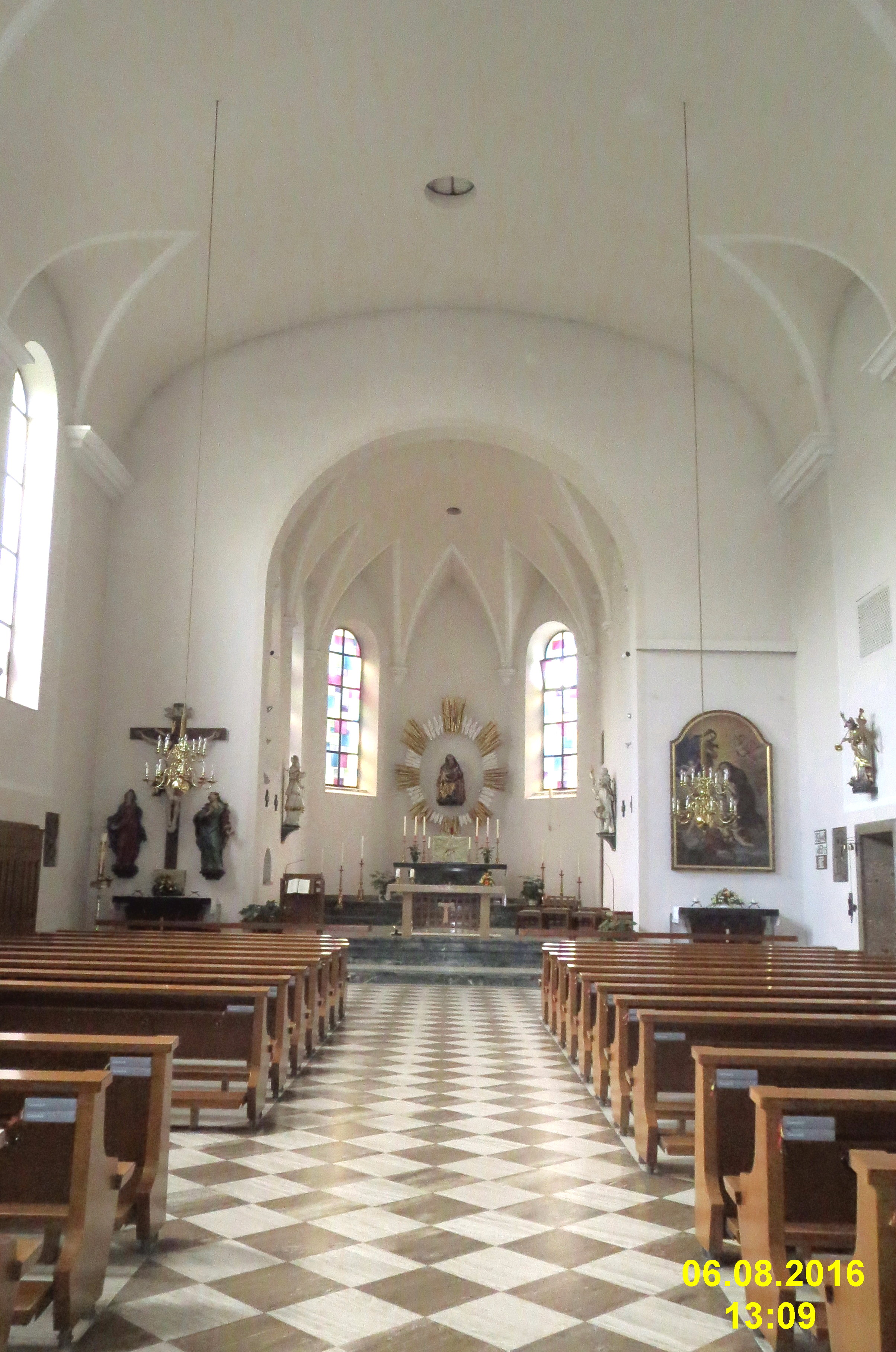
Das Innere

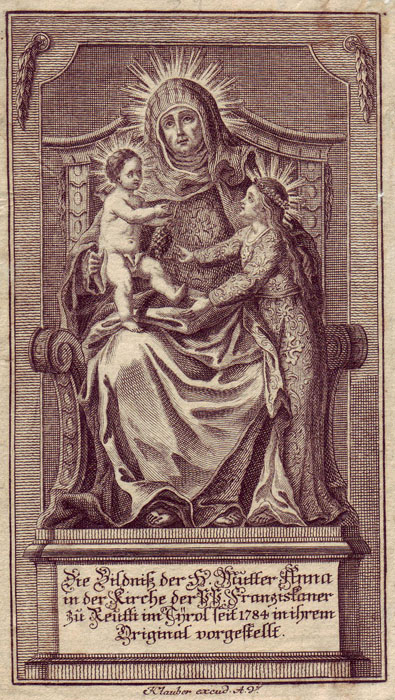
Anna selbdritt in der Franziskanerkirche Reutte (Kupferstich)

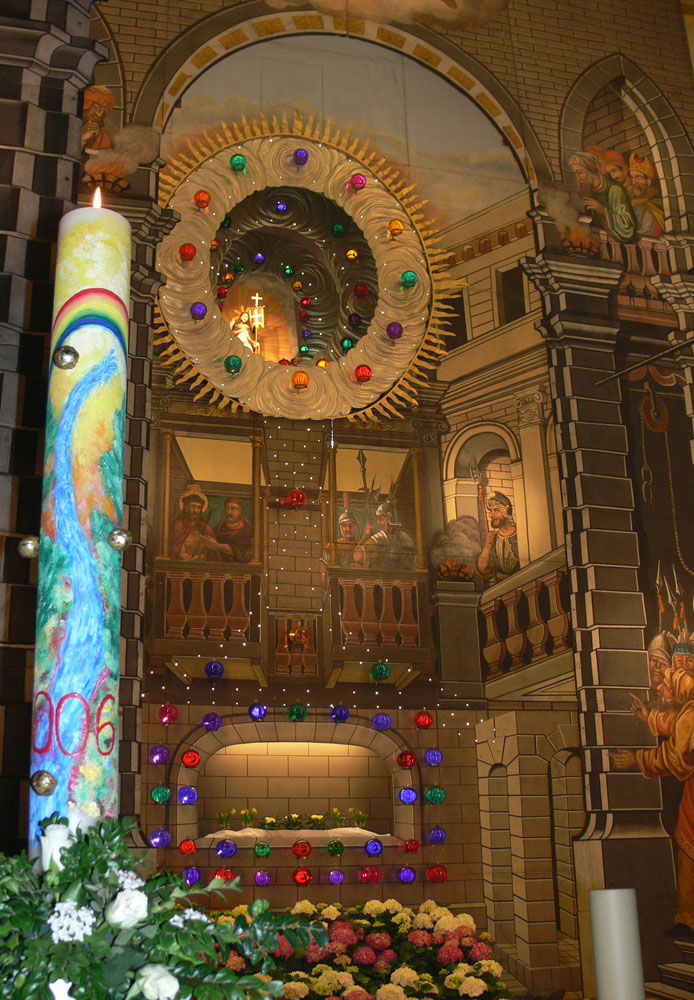
Das Reuttener Ostergrab

Die Kirche in franziskanisch nüchterner Bauweise im Ortszentrum parallel zur Straße ist mit dem Klostergebäude baulich verbunden, das um 1630 an die bestehende, im Kern gotische Kirche angebaut wurde. Vermutlich in Verbindung mit dem Klosterbau wurde eine erste barocke Umgestaltung der Kirche vorgenommen. Neben dem gotischen Chor ist das barocke Langhaus unter einem Walmdach. Langhaus und Chor haben Rundbogenfenster. Der Kirchturm steht südlich beim Chor und teils im Südtrakt des Klostergebäudes und hat Rundbogenschallfenster und einen Zwiebelhelm. Beim Brand am 16. August 1846 war neben der spätbarocken Ausstattung auch der Zwiebelhelm des Turmes zerstört und beim Wiederaufbau durch ein Zeltdach ersetzt worden. Erst 1981 erhielt der Turm wieder einen Zwiebelhelm.
Auf einen schmalen Vorraum folgt ein breites fünfjochiges Langhaus mit einer Doppelempore im Westen unter einem Stichkappenflachtonnengewölbe auf Kämpfern. Hinter dem eingezogenen Triumphbogen liegt der eingezogene zweijochige Chor mit 3/8-Schluss unter einem Stichkappentonnengewölbe auf Konsolen.

### Ausstattung
Bei einer umfangreichen Restaurierung der Kirche zwischen 1964 und 1967 wurde die Inneneinrichtung entfernt. Einige besondere Stücke wurden neu und anders zur Geltung gebracht. Anstelle eines Hochaltares schließt der Chor der Kirche mit der Figurengruppe Anna selbdritt (um 1515) von Jörg Lederer auf einer Plattform ab, die von einem in den 1960er-Jahren gestalteten Strahlenkranz umrahmt wird. Über der Mensa des linken Seitenaltars hängt ein Kruzifix von Balthasar Jais, das aus Breitenwang stammt. Die beiden nicht zugehörigen und zu kleinen Assistenzfiguren (Maria und Apostel) schuf Anton Sturm; die beiden ursprünglichen Figuren von Jais stehen heute in der Breitenwanger Aufbahrungshalle. Das Seitenaltarblatt Hl. Antonius von Padua über der Mensa des rechten Seitenaltars malte 1708 Paul Zeiller. Neben dem Posaunenengel (um 1770), der ursprünglich seinen Platz auf einem Kanzeldach hatte, stammen die 1703 von Ignaz Waibl geschaffenen Figuren Magnus und Afra wiederum aus Breitenwang. Die Kreuzwegstationen aus Beton schuf 1970 der Bildhauer Rudolf Millonig. Das für Kaspar Bissinger in Erz gegossene Epitaph trägt die Jahreszahl 1633.
Weihnachtskrippe und Ostergrab
Da der Brand von 1846 auch fast das ganze Kircheninventar zerstörte, schaffte man in den Folgejahren unter anderem eine Bretterkrippe und ein neues Ostergrab an. Sie wurden jedes Jahr zu den entsprechenden Festzeiten in der Klosterkirche aufgestellt und dienten zur anschaulichen Darstellung der Weihnachts- und Osterereignisse. Nach vielen Jahren, in denen dieser Brauch als nicht mehr zeitgemäß galt, wurden Krippe und Grab restauriert und wieder aufgestellt:
- Die Weihnachtskrippe wurde aus dem Franziskanerkloster Hall in Tirol hierher übertragen. Die Krippe wurde um 1738 vom Kunstmaler Franz Michael Hueber geschaffen und dürfte somit die älteste in Tirol erhaltene Bretterkrippe sein. Als Besonderheit zeigt sie neben den üblichen heiligen Drei Königen noch einen vierten, der der Legende nach zur Anbetung des Jesuskindes zu spät kam, weil er auf dem Weg viele Werke der Barmherzigkeit verrichtete. Nach fast 30 Jahren Pause wurde die Krippe ab 1991 wieder jährlich in der Kirche aufgestellt.

- Das Ostergrab bauten 1848 der Maler Anton Köpfle (1807–1879) aus Höfen und der Zimmermeister Josef Schweighofer. Es wurde im Jahre 1936 zum letzten Mal aufgestellt und erstrahlt nach einer Renovierung seit 2004 in der Osterzeit wieder in der Klosterkirche.

### Glocken
Das Geläute der Pfarrkirche von Reutte umfasst fünf Glocken, die im Jahre 1948 allesamt von der Glockengießerei Franz Oberascher zu Salzburg gegossen wurden.
Die Stimmung der Glocken lautet:

H0 dis1 fis1 gis1 h1